# الکساندر آرکادیویچ میگدال
 الکساندر آرکادیویچ میگدال (روسی: Александр Арка́дьевич Мигдал؛ متولد 22 ژوئیه 1945) یک فیزیکدان و کارآفرین روسی - آمریکایی است، که قبلاً در موسسه فیزیک نظری لاندائو، پژوهشکده تحقیقات فضایی، دانشگاه پرینستون، ViewPoint Corp، Magic Works LLC مشغول به کار بود و هم‌اکنون در مؤسسه تحقیقاتی میگدال LLC است.

## حرفه علمی
الکساندر میگدال نقش مهمی در نظریه پدیده‌های بحرانی، کرومودینامیک کوانتومی و نظریه میدان همدیس داشت. در بهار سال ۱۹۶۵، زمانی که به عنوان دانشجوی دوره کارشناسی مشغول به تحصیل بود با همکاری الکساندر پولیاکوف، "نظریه تولید دینامیکی جرم در نظریه پیمانه‌ای" را که معمولاً به عنوان "مکانیزم هیگز " شناخته می‌شود،  به‌طور مستقل از رابرت برت، فرانسوا انگلرت و پیتر هیگز پیشنهاد داد.
در سال ۱۹۶۸ او مقاله ای در زمینه نظریه میدان Reggeon با همکاری ولادیمیر گریبوف منتشر کرد و نشان داد که تغییر در مقیاس با ابعاد غیرعادی را می‌توان به عنوان ویژه مقادیر معادلات بوت استرپ در نظریه میدان کوانتومی تعیین کرد. این کار منجر به اصطلاح بوت استرپ همدیس میگدال-پولیاکوف شد که دارای تأثیر عمیقی بود و به پیشرفت نظریه پدیده‌های بحرانی و همچنین نظریه برهمکنش قوی کمک شایانی کرد.
در دهه بعد میگدال با معرفی فرم جدیدی از گروه بازبهنجارش (که اکنون بازبهنجارش میگدال-کادانوف نامیده می‌شود)، و با اثبات معادله حلقه‌های ویلسون (به همراه یو ماکینوو) پیشرفتهای مهمی را در کرومودینامیک کوانتومی انجام داد. پروژه ای که به پروژهٔ میگدال معروف است و انگیزه ای برای روش قانون جمع Shifman-Vainshtein-Zakharov (قوانین SVZ sum) در QCD فراهم کرد که در حال حاضر نقش اساسی را در محاسبات هادرونیک ایفا می‌کند. بعداً وی راه حل دقیق جاذبه کوانتومی را در دو بعد (با V. Kazakov و D. Gross) پیدا کرد و موضوع مدل‌های ماتریسی نظریه‌های میدان توپولوژیکی را که برای چندین سال جامعه فیزیک را به خود مشغول کرده بود، را شروع کرد.
او همچنین در زمینه کاربردهای نظریه میدان کوانتومی در نظریه آشفتگی و آشوب کار کرده و معادله حلقه دقیق برای گردش سرعت را برای توصیف این پدیده بدست آورده‌است. وی (با V. Gurarie , G. Falkovich و V. Lebedev) شرح و توضیحی از تناوب‌های غیر متعارف در سیستم‌های غیرخطی را با استفاده از راه حل‌های شبه ذرات از معادلات دیفرانسیل تصادفی پابه گذاری کرد.

## کارآفرینی
وی با ترک جایگاه استادی در دانشگاه پرینستون در سال ۱۹۹۶، در عمل به یک مخترع و کارآفرین تبدیل شد. او دارای بیش از ۱۰ اختراع ثبت شده در اسکن لیزری و فشرده سازی یا انتقال داده‌های ۳ بعدی است، اولین اسکنر سه بعدی بافتها که با همکاری با A. Lebedev و M. Petrov ساخته شد به جوایز «بهترین چیزهای جدید» و جوایز صنعتی دیگر دست یافته‌است. وی مدیر چندین شرکت بوده و به عنوان سخنران مدعو در کنفرانس‌های متعدد بین‌المللی دعوت شده است. در حال حاضر وی مدیرعامل چهارمین شرکت خود، به نام مؤسسه تحقیقاتی میگدال LLC است که به پیش‌بینی بازار سهام اختصاص داده شده‌است.

## کتابها، شعرها و مقاله‌های منتخب
- AA Migdal , "معادلات حلقه و انبساط 1 / N"
- AA Migdal , "نثر انگلیسی"
- AA Migdal , "نثر روسی"
- AA Migdal , "اشعار روسی"